# عمر عبد القادر
عمر عبد القادر (ولد في 1 أكتوبر 1983 في الدوحة، قطر) هو لاعب كرة سلة محترف يلعب لفريق قطر في دوري كرة السلة القطري. وهو أيضا عضو في منتخب قطر لكرة السلة.
تنافس عبد القادر مع منتخب قطر في بطولة أمم آسيا لكرة السلة 2007 و2009. كما أنه مثل قطر في بطولة كأس العالم لكرة السلة الوحيدة التي شارك فيها حتى الآن في عام 2006 حيث بلغ متوسطه 5.4 نقطة و 5.8 كرة مرتدة في المباراة الواحدة.